# Teslina kugla
Teslina kugla ili plazma lampa je jedan od izuma Nikole Tesle koji je bio veoma popularan 1980-ih. Tesla ju je izmislio nakon eksperimentisanja sa visokom frekvencijom električne struje u staklenoj cevi dok je proučavao fenomen visokog napona.
Plazma lampa je dekorativni uređaj, obično se sastoji od staklene sfere sa elektrodom ugrađenom unutar nje. Na elektrodu se primenjuje naizmenični visoki napon sa frekvencijom od oko 30 kHz. Unutar sfere je razređeni gas (da bi se smanjio probojni napon). Različite mešavine gasova mogu se izabrati kao punjenje da bi „munja“ dala određenu boju. Teoretski, radni vek plazma sijalica može biti veoma dug, jer je ovo uređaj za osvetljenje male snage koji ne sadrži filamente i ne zagreva se tokom rada. Tipična potrošnja energije je 5-10 V.
Plazma lampu je izumeo Nikola Tesla 1894. godine.

## Mere predostrožnosti
Prilikom rukovanja moraju se preduzeti mere predostrožnosti: ako se metalni predmet, kao što je novčić, stavi na plazma lampu, možete dobiti slab strujni udar, pod uslovom da je osoba uzemljena.
Lampa u provodnicima može indukovati značajan naizmenični električni napon čak i kroz neprovodnu sferu. Dodirivanje lampe i uzemljenog predmeta, kao što je radijator u isto vreme, dovešće do strujnog udara.
Slično tome, treba pokušati da ne postavljate elektronske uređaje blizu plazma lampe. Ovo može dovesti ne samo do zagrevanja staklene površine, već i do značajnog uticaja naizmenične struje na sam elektronski uređaj.
Elektromagnetno zračenje koje stvara plazma lampa može ometati uređaje kao što su digitalni audio plejeri i slični uređaji. Ako se neonska, fluorescentna  ili bilo koja druga lampa sa gasnim pražnjenjem dovede do radne plazma lampe na udaljenosti od 5-20 cm, ona će se upaliti.

## Plazma lopta u akciji
U patentu SAD Patent 0 514 170 („Električni izvor svetlosti“, 6. februar 1894) Nikola Tesla je opisao dizajn plazma lampe. Tesla je opisao lampu koja se sastoji od staklene sijalice sa jednom elektrodom unutra. Struja visokog napona iz Tesline zavojnice je primenjena na elektrodu, što je rezultiralo sjajem na kraju elektrode, poznatim kao koronsko pražnjenje. Tesla je svoj pronalazak nazvao "Single-contact lamp", a kasnije i "cev za gasno pražnjenje".
Plazma kugla je dobila svoj moderan izgled zahvaljujući pronalazaču i naučniku Džejmsu Falku. Dizajnirao je neobične lampe i prodao ih kolekcionarima i naučnim muzejima 1970-ih.

Tehnologija stvaranja gasnih smeša korišćena u proizvodnji savremenih plazma kugli nije bila dostupna u vreme Nikole Tesle. Moderne lampe koriste mešavinu inertnih gasova kao što su ksenon, kripton, neon. Zbog toga, pražnjenja u modernim plazma kuglama imaju različite nijanse.